# 해운대 엘시티 더샵 랜드마크 타워
해운대 엘시티 더샵 랜드마크 타워(영어: Haeundae LCT The Sharp Landmark Tower) 또는 해운대 엘시티(영어: Haeundae LCT), 해운대 관광리조트는 대한민국 부산광역시 해운대구 중동 구 한국콘도 자리에 위치한 마천루 단지이다. 부산광역시 해운대구 중1동으로 부산 지하철 2호선인 중동역과 가깝다. 엘시티의 50m 정도 떨어진 곳에 해운대 해수욕장이 위치해 있고 약 2km 떨어진 곳에 마린시티, 그리고 약 4km 거리에는 센텀시티가 위치해 있다.
동부산관광단지와 해운대 일원을 국제적 관광 휴양도시로 만드는 프로젝트의 일환으로 추진하는 이 사업은 지난 2013년 10월 28일 착공하여 2014년 2월 터파기 공사가 시작되었고, 2019년 11월 30일 완공되었다. 3개 타워의 연면적을 모두 합하면 63빌딩의 3배인 66만여 제곱미터나 된다. 101층 랜드마크 타워는 완공 시 롯데월드타워에 이어 대한민국에서 두 번째로 높은 빌딩이 된다. 그리고 부산에서 가장 높은 빌딩이 된다.
대한민국 부산광역시 최초 100층 이상 빌딩이다. 건설 관리는 PB가 맡고 자금관리는 (주)하나자산신탁외1이 맡는다. 원래는 중국의 건설업체인 중국건축공정총공사(CSCEC)가 시공을 맡았으나, 지난 4월에 건축과 관련된 도급 계약을 해지하였다. 최근에는 포스코건설이 새롭게 해운대관광리조트의 시공사로 선정되었다.
초고층 건물들이 부쩍 올라가고 있는 부산 최초의 100층 이상 건물이고 대한민국 두번째 100층 이상 건물이다. 첫 번째는 123층의 롯데월드타워다.

## 역사

### 계획 및 디자인
2007년 최초로 조감도가 공개되고 부산에서 가장 높은 빌딩인 해운대 리조트와 대형 워터파크를 건설할 계획이다. 높이는 지상 117층 및 511m의 규모로, 사업비는 1조 2천억원대다. 만약 2010년에 착공하며 2014년 말까지 완공하는 것이 목표다.
이후 2010년 당시 조감도가 공개되면서 108층 트리플 스퀘어 계획이였다. 108층짜리 쌍둥이 건물인 1번째 건물에서 2번째 건물으로 가고 돌아가는 건물이 조감도다. 한국콘도가 위치해 있었던 부지에 재개발을 하기로 한 곳으로, 첫 번째 계획은 지상 108층, 511m의 '트리플 스퀘어'라는 이름으로 계획이 되었다. 디자인이 바뀌었고 지상 108층짜리 랜드마크 건물으로 계획되어 있다. 지상 101층인 랜드마크 타워 조감도가 바뀌면서 최종 디자인이 공개되었다. 2011년 승인을 받았으나, 계획을 412m, 101층으로 약간 낮추어서 허가를 받았다.
이후 2012년에는 본격적으로 착공을 하려 했다가 그러나 공사가 중단되었다. 시공사 모집 중지이 중지되고 그 이후 시행사인 엘시티는 대우건설, 삼성물산 등과 시공 계약을 체결하려 했지만, 여러 모로 사업 조건이나 수익성 문제 등으로 인하여 불발되고 만다. 2013년 10월 17일은 엘시티는 중국의 건설업체인 중국건축공정총공사(CSCEC)와 시공 계약을 맺게 된다. 이 건설업체는 국제상업센터, 상하이 세계금융센터 등 400 ~ 500m급의 마천루를 시공한 경험이 있고, 이미 CTF 광저우, 핑안 파이낸스 센터 등을 건설하고 있는, 마천루 건설 면에서는 상당한 실력을 가지고 있는 것으로 평가되는 기업이라 한다.

### 건설
2014년에 기초 공사를 시작하였고 부산지역의 건설업체인 '동아지질'이 진행하게 되며, 터파기가 완성되는 대로 곧바로 공사에 들어갔다. 이후 2015년에는 완공목표가 2018년 8월 31일에서 2019년 11월으로 바뀌었고 2015년 10월 8일에 해운대관광리조트(해운대 엘시티 더샵)이 착공에 들어갔다. 2016년부터 엘시티 랜드마크 타워가 올라가다가 부산 해운대 엘시티 비리 사건 당시 공사가 중단되고 그 이후 재개되었다.
2017년 9월 ~ 10월에 랜드마크는 70층에서 75층까지 올라갔다. 2018년 4월에 공사가 재개되었고 2019년 3월 25일에 골조공사가 완료되었고 상량식을 가졌다. 이후 2019년 11월 30일 완공되었다.

### 개장
2020년 1월에 호텔이 개장하였다. 부산 엑스 더 스카이가 2020년 7월 17일에 오픈했다.

## 높이
랜드마크 타워는 2019년 완공되면서 서울특별시에 위치한 롯데월드타워(123층, 555m)에 이어 국내에서 두 번째로 높은 건물이 되었고 80층 이상인 아파트가 있는데 지상 85층짜리 해운대 엘시티 더샵(랜드마크 타워 101층, 411.6m, A동 85층, 339.1m, B동 83층, 333.1m)은 해운대 두산위브더제니스(80층, 301m)의 층수를 제치고, B동의 경우 여의도에 위치한 파크원 타워 A동과 동일한 높이를 갖는다.
해운대 엘시티 더샵이 완공됨으로 해운대 두산위브더제니스 101동(80층, 301m)를 제치고 대한민국, 그리고 부산에서 가장 높은 아파트가 되었고 동시에 랜드마크 타워는 부산에서 가장 높은 건물이 되었다.

## 특징

### 랜드마크
101층 이상의 랜드마크 타워는 완공 시 랜드마크가 된다. 랜드마크 타워와 아파트로 구성되는 건물의 특징이 어느 정도 다르고 아파트와 랜드마크의 높이가 다르며 101층 주상복합타운이다. 랜드마크 타워에는 대규모 호텔으로 구성되지만 아파트에는 대규모 아파트로 구성된다. 랜드마크 타워의 전망대에서 바다를 볼 수 있고 조명의 색깔이 멋지다.

### 조망
25층, 50층, 80층에서 조망을 느낄 수 있는데 설명하자면 25층에는 해운대 두산 위브 더 제니스와 해운대 힐스테이트 위브가 보이고 50층에는 25층에서 보이는 건물들이 보이고 해운대해수욕장과 센텀시티에 위치한 센텀 리더스 마크와 해운대 더샵 센텀스타가 보인다. 그리고 80층에는 25층과 50층에서 보이는 건물들이 보인다.

### 엘리베이터
엘리베이터는 모두 43대가 설치되고 설치 업체는 한국미쓰비시엘리베이터이다. 전망대인 부산 엑스더스카이로 향하는 전망대용 엘리베이터(분속 600m) 2대도 설치되었다. 전망대용 엘리베이터 내부에는 영상이 재생되어 상행 시 열기구를 타고 하늘로 올라가며 하행 시 잠수정을 타고 바닷속을 여행한다.

### 피난안전구역
엘시티 더샵에서는 대형 화재 등 비상시 대피할 수 있도록 랜드마크 타워에는 4개소, 아파트에는 각 3개소가 별도로 마련되어 있다.

## 시설

### 주요 시설

#### 부산 엑스더스카이
랜드마크 타워의 전망대는 해운대 엘시티 더샵 랜드마크 타워(101층, 412.1m)의 지상 98층 ~ 100층에 개장했다. 완공 후 개장하면 입장료는 어른 27,000원 어린이(만 12세 미만) 24,000원이다. 그리고 관광객도 증가하게 되며 해운대의 멋진 풍경과 바다도 볼 수 있다. 2020년 7월 17일 개장하였다. 부산 시내와 해운대 해수욕장, 남쪽 바다를 조망할 수 있다.

#### 엘시티 더 레지던스
랜드마크 타워 3층 ~ 19층에는 관광호텔이 들어서고 22층 ~ 94층에는 레지던스 호텔이 들어선다. 엘시티 더 레지던스는 총 561실 규모로 2016년에 분양이 완료되었고 아파트같은 호텔에서 별장처럼 산다. 호텔의 품격이고 6성급 롯데 시그니엘 호텔 260실이 들어설 수 있다.

### 내부 시설
2019년 11월에 완공된 랜드마크 타워(101층, 412.1m)는 지하 5층 ~ 지하 1층은 지하주차장, 1층 ~ 7층은 포디움, 3층 ~ 19층은 6성급 관광호텔(260실), 22층 ~ 94층은 레지던스 호텔(561실, 아파트형 6성급 레지던스 호텔), 98층 ~ 100층은 전망대, 101층은 기계실, 그외에도 컨벤션홀, 공개공지, 소공원 등이 들어선다.
| 층수                | 용도                                          |
| ------------------- | --------------------------------------------- |
| 101층               | 기계실                                        |
| 98층 ~ 100층        | 전망대                                        |
| 95층 ~ 97층         | 피난안전구역                                  |
| 77층 ~ 94층         | 고층부 레지던스 호텔                          |
| 76층                | 피난안전구역                                  |
| 50층 ~ 75층         | 중층부 레지던스 호텔                          |
| 48층 ~ 49층         | 피난안전구역                                  |
| 22층 ~ 47층         | 저층부 레지던스 호텔                          |
| 20층 ~ 21층         | 피난안전구역                                  |
| 3층 ~ 19층          | 관광호텔(260실), 웨이브가든(7층), 해운정(8층) |
| 1층 ~ 7층           | 로비, 포디움                                  |
| 지하 5층 ~ 지하 1층 | 지하주차장, 세대별 창고, 기계실 등            |

## 사건 및 사고
- 2019년 5월 27일 랜드마크동의 유리가 깨졌다.

## 갤러리

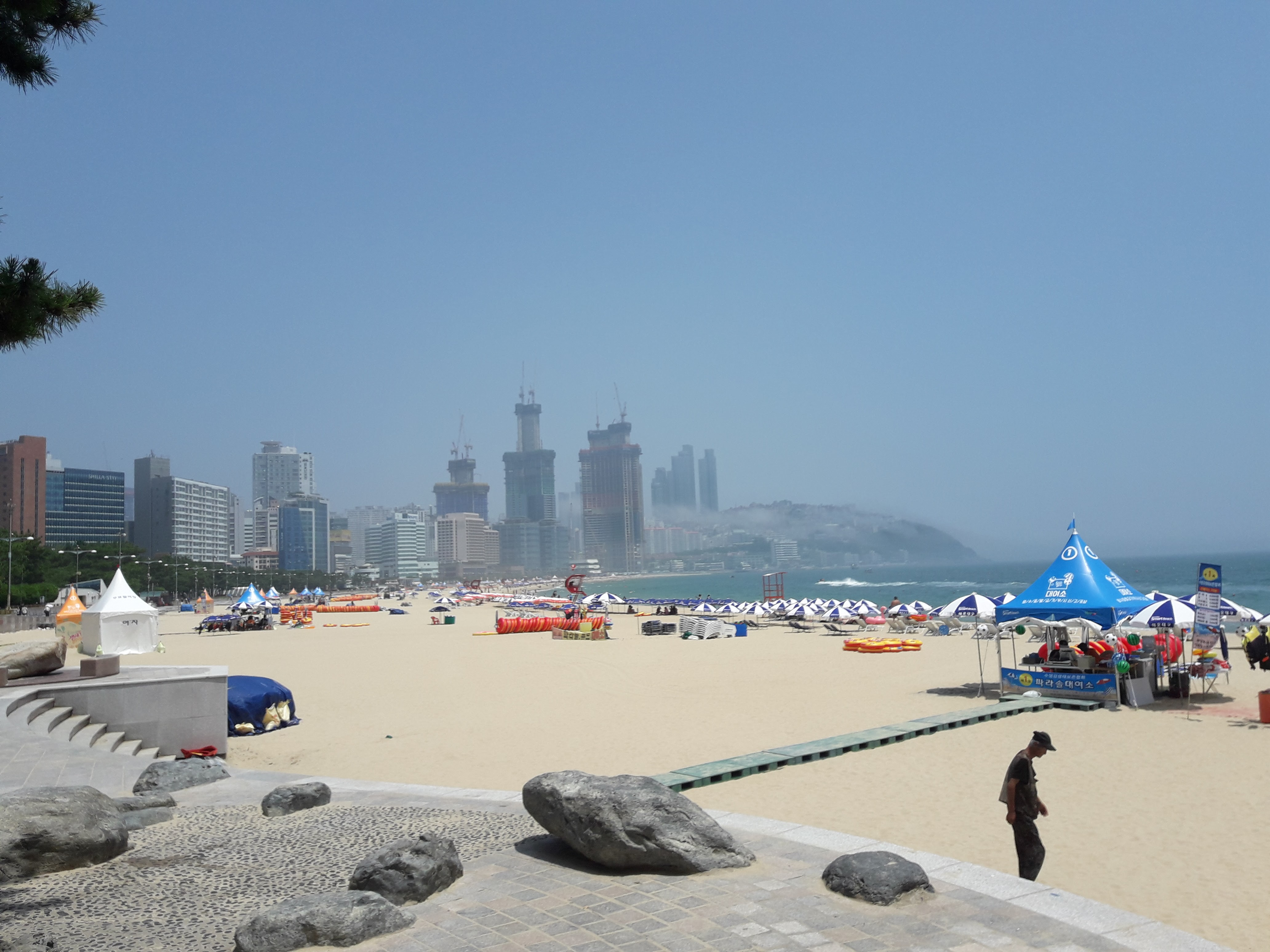
2017년 7월 13일
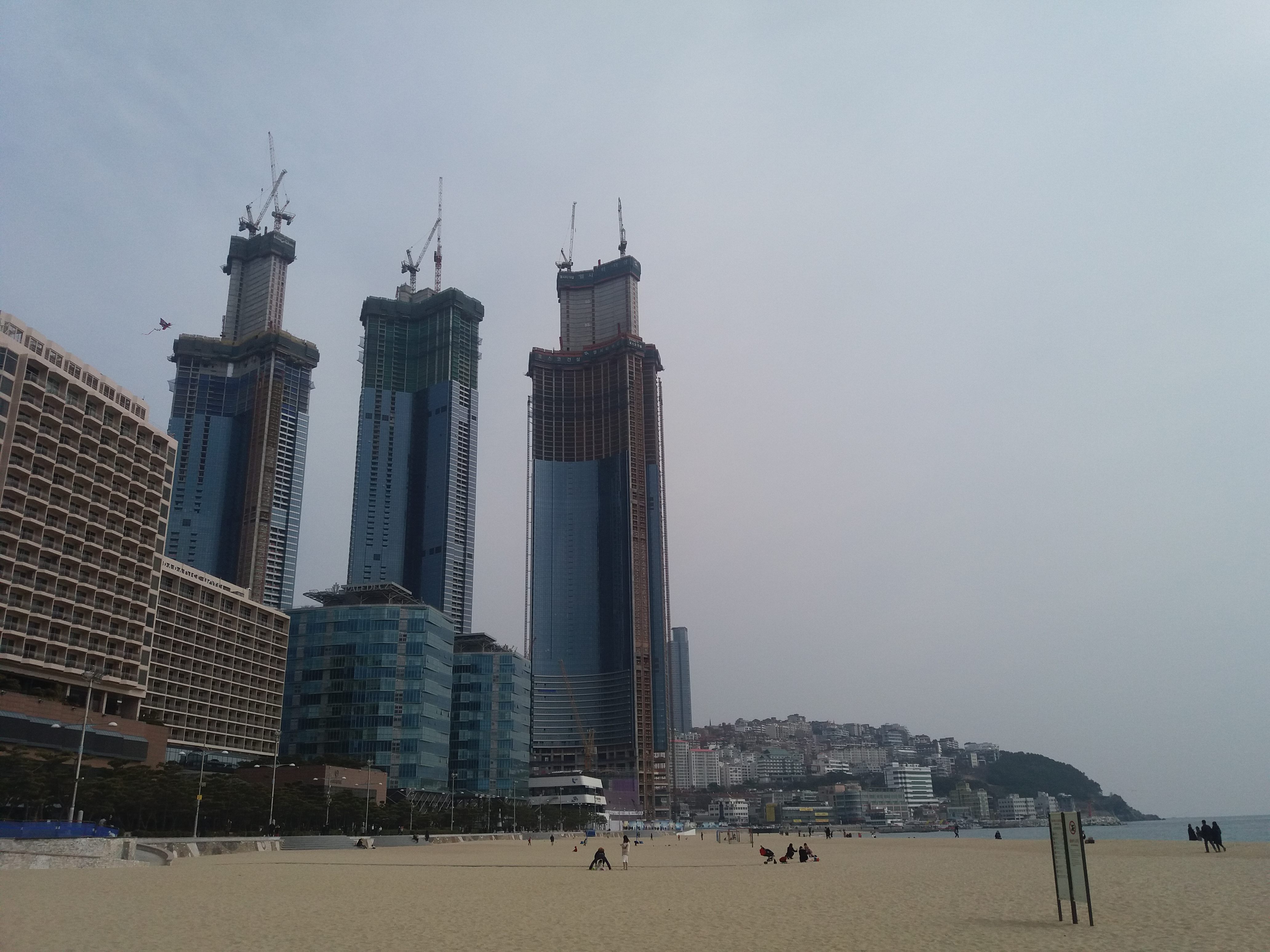
2018년 2월 24일
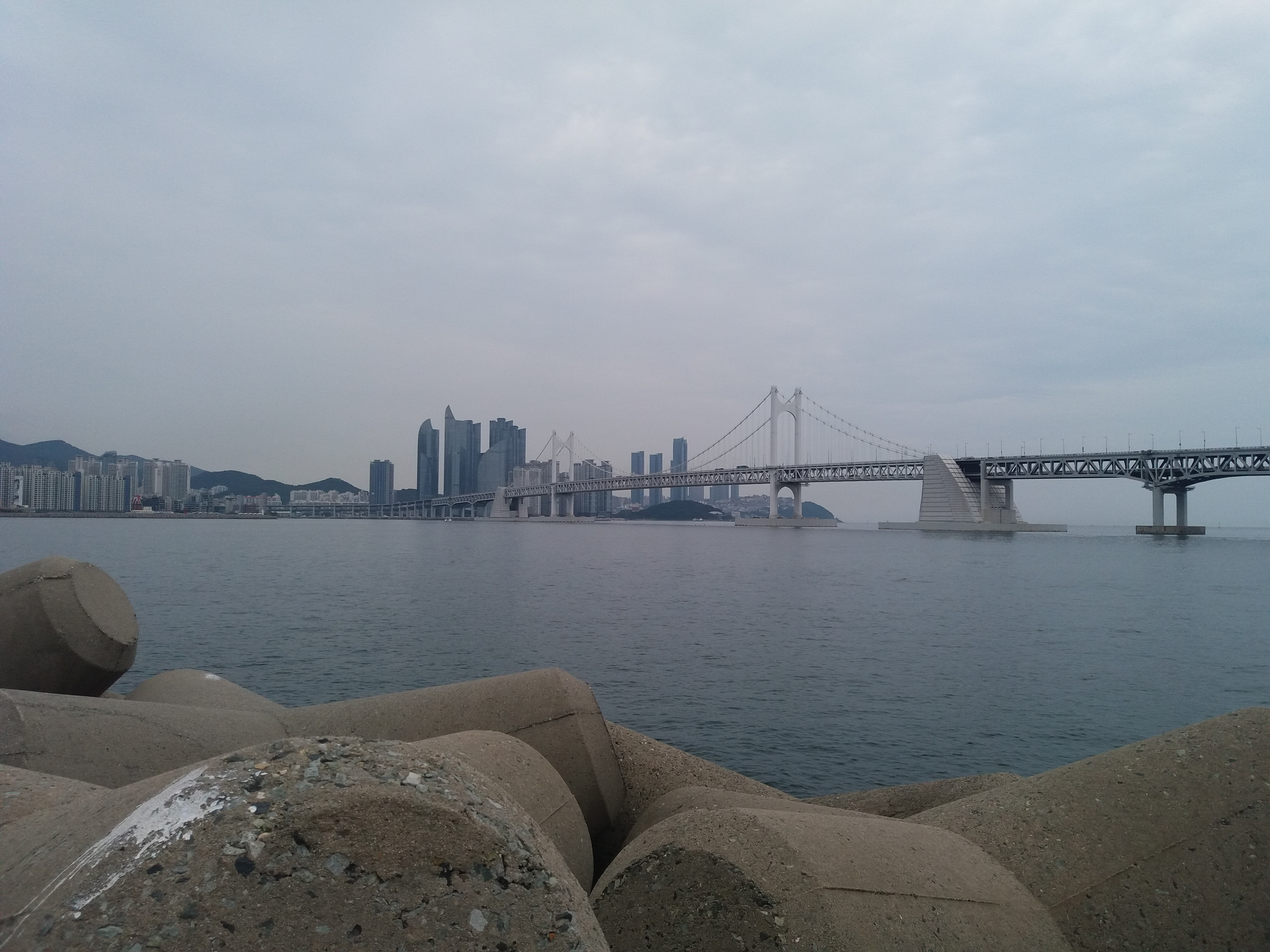
광안리에서 바라본 모습(2019년 7월 13일)
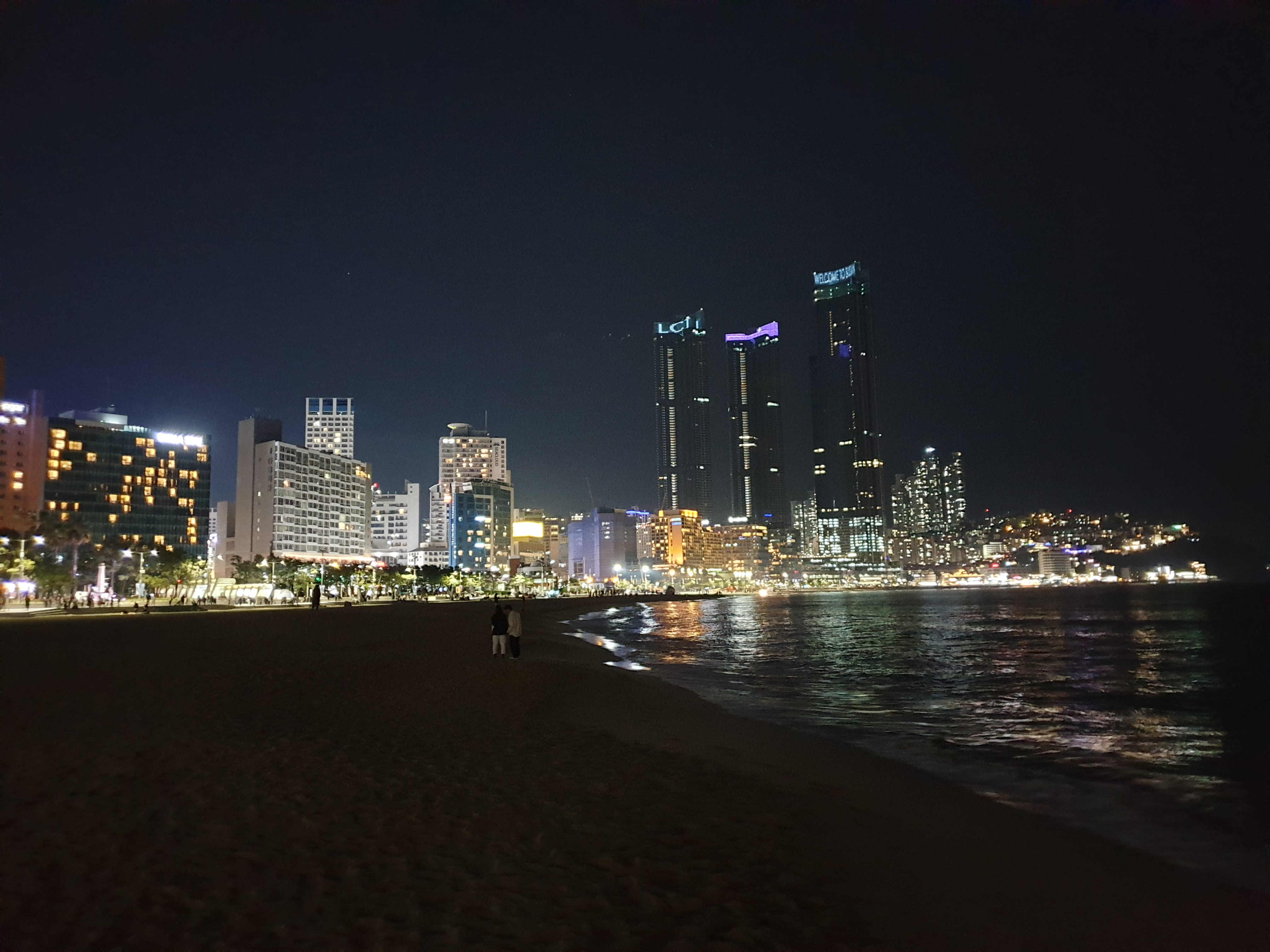
2019년 11월 9일
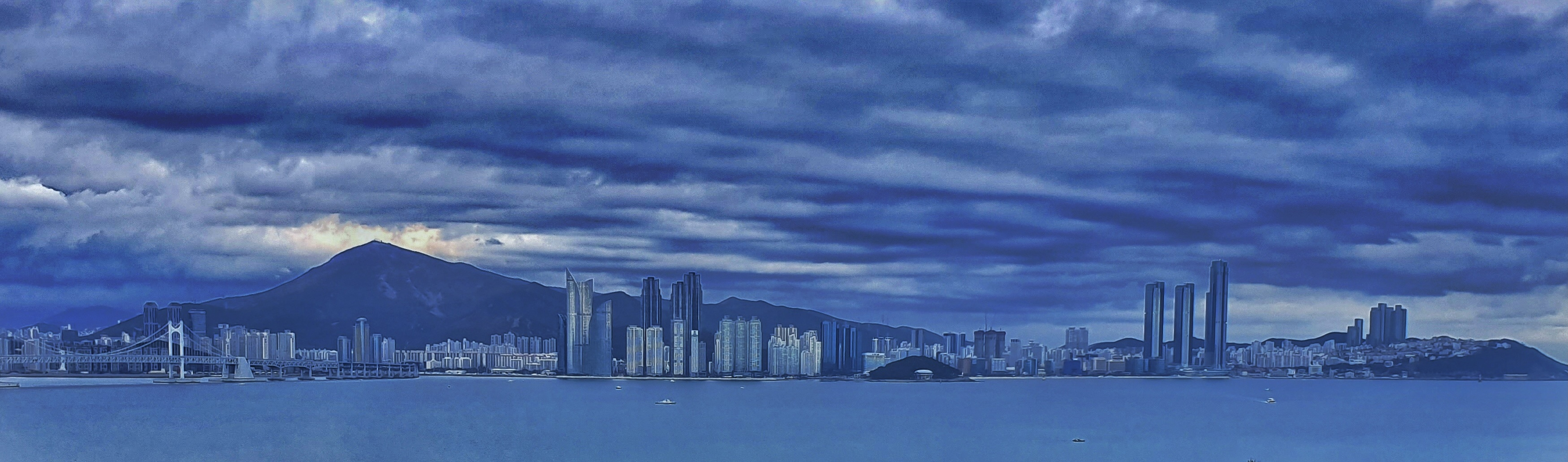
2019년 11월 17일
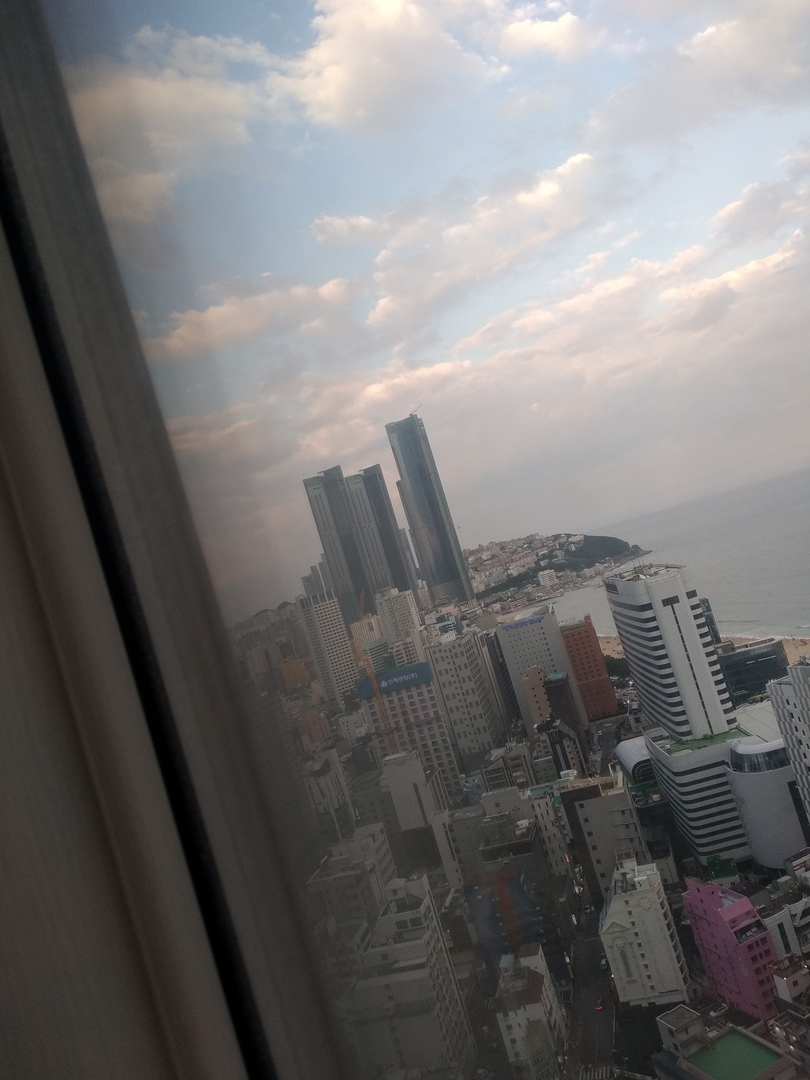
2019년 11월 18일
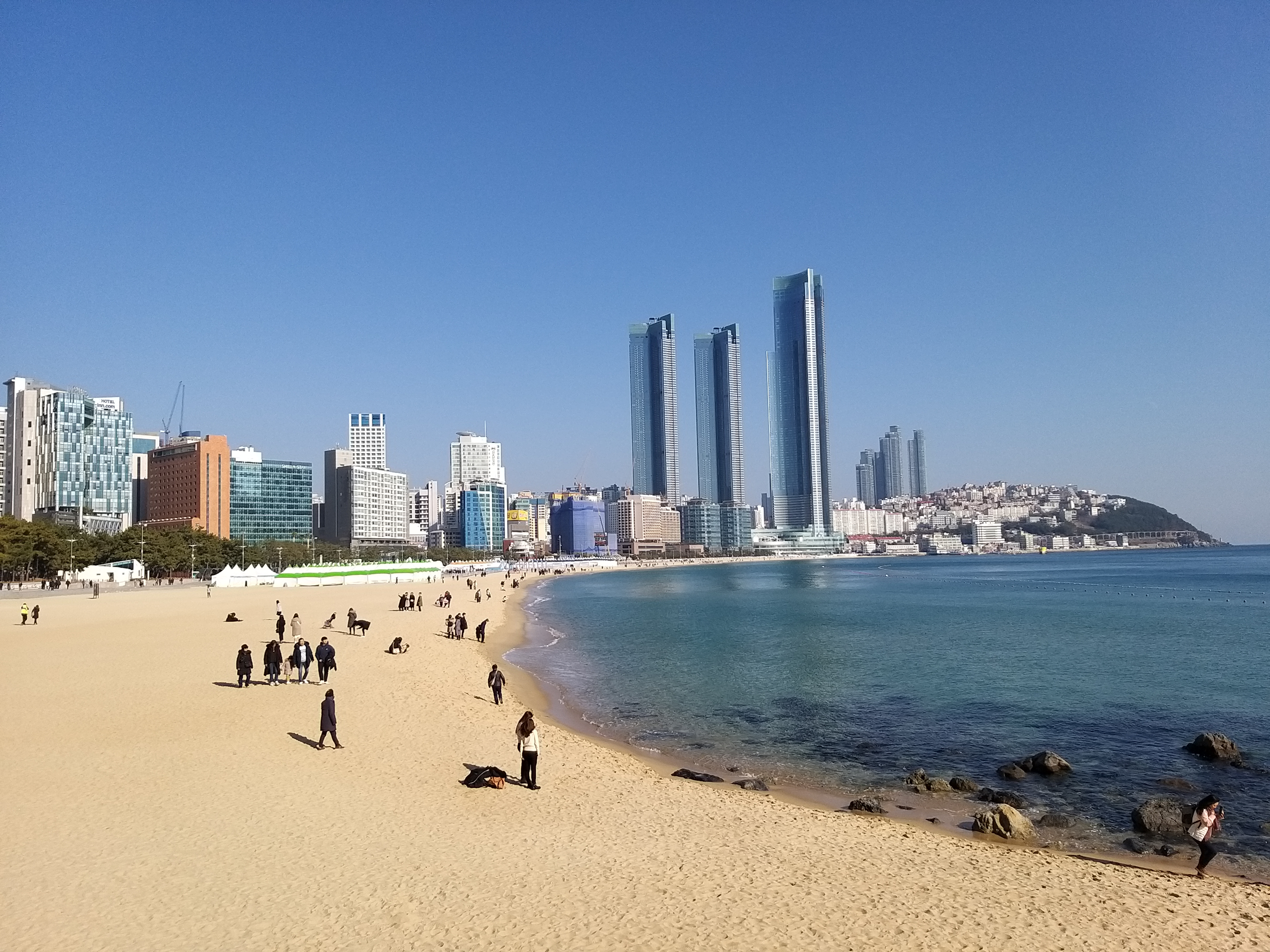
동백섬에서 바라본 모습(완공됨)(2020년 1월 4일)
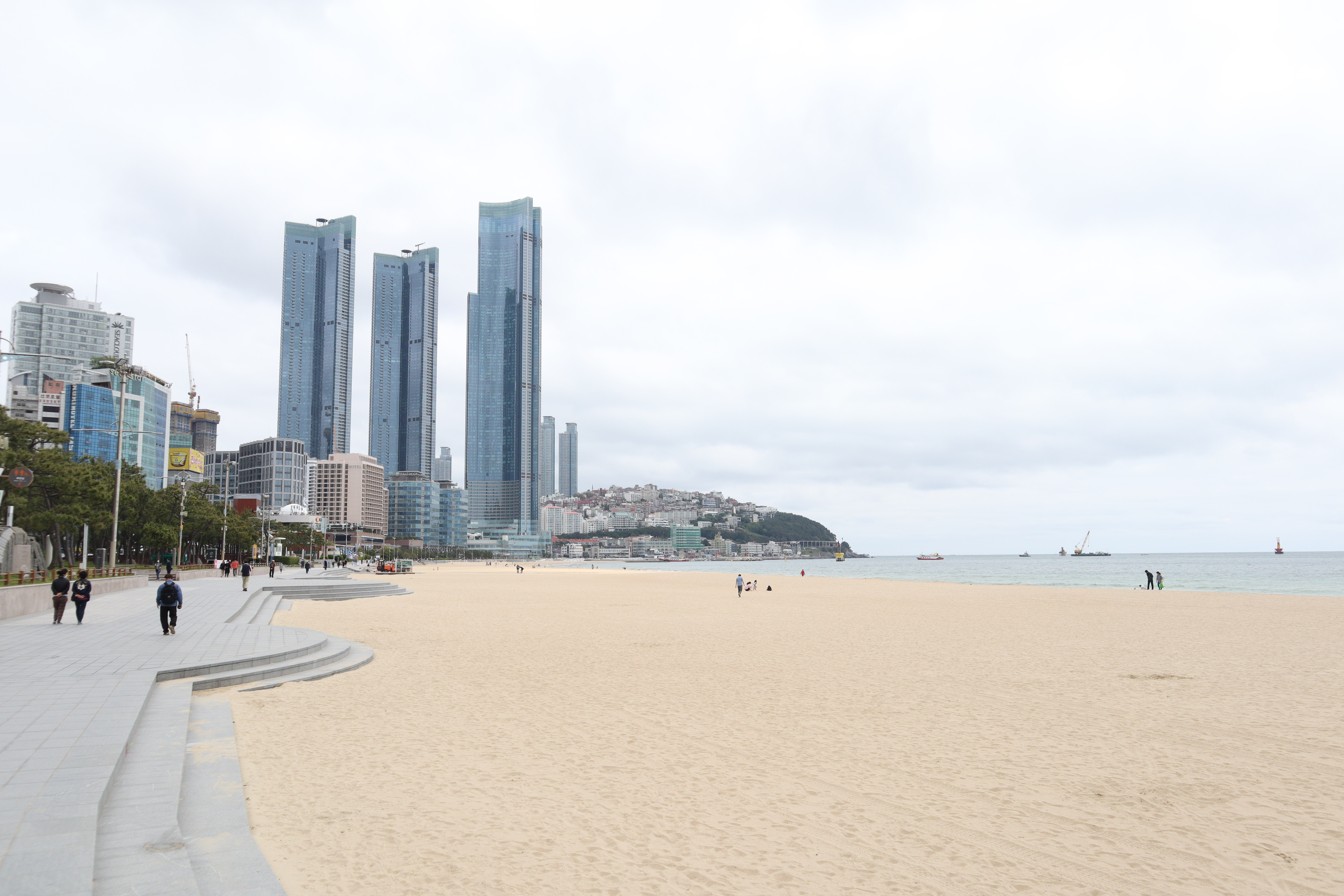
2020년 5월 22일
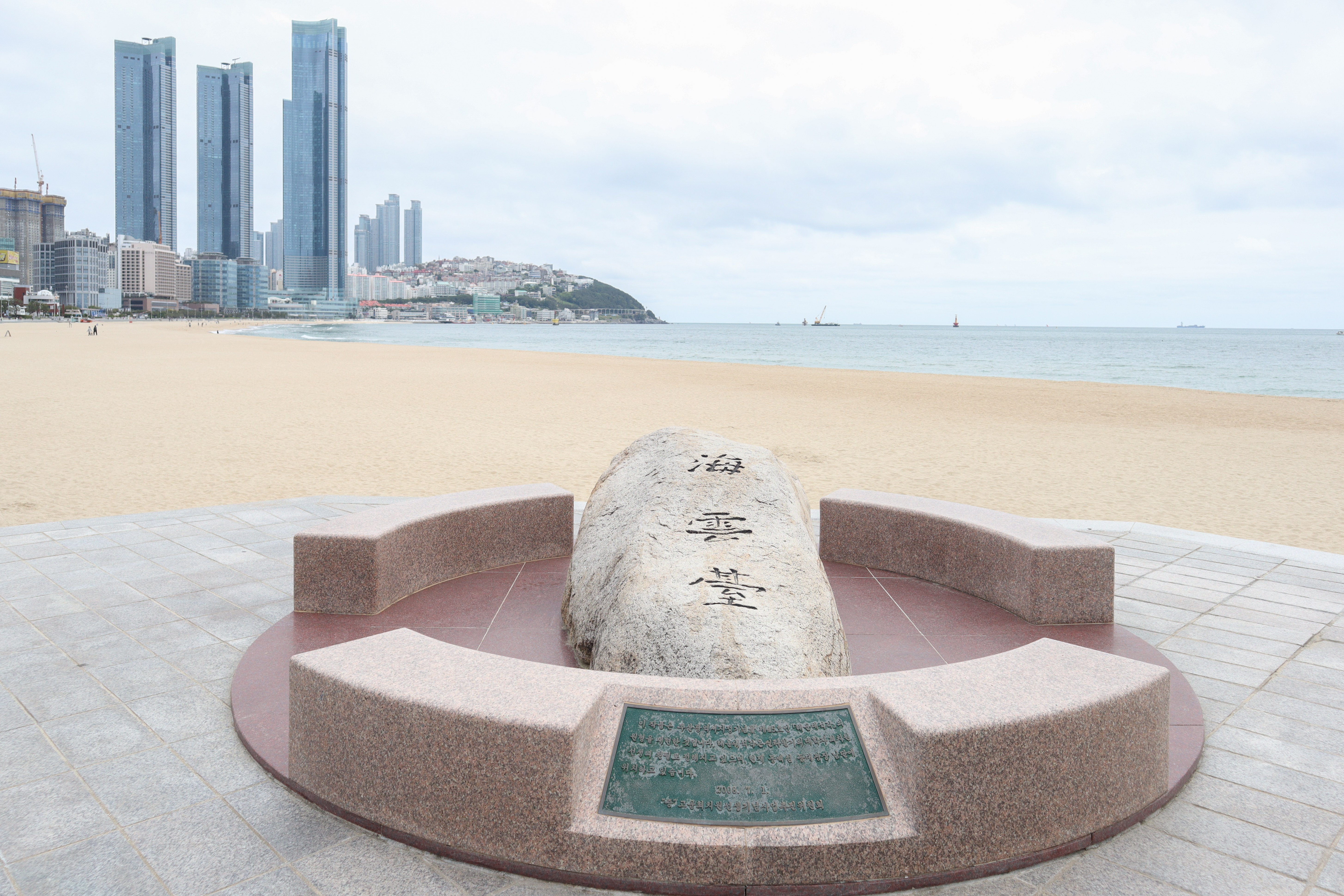
2020년 5월 22일
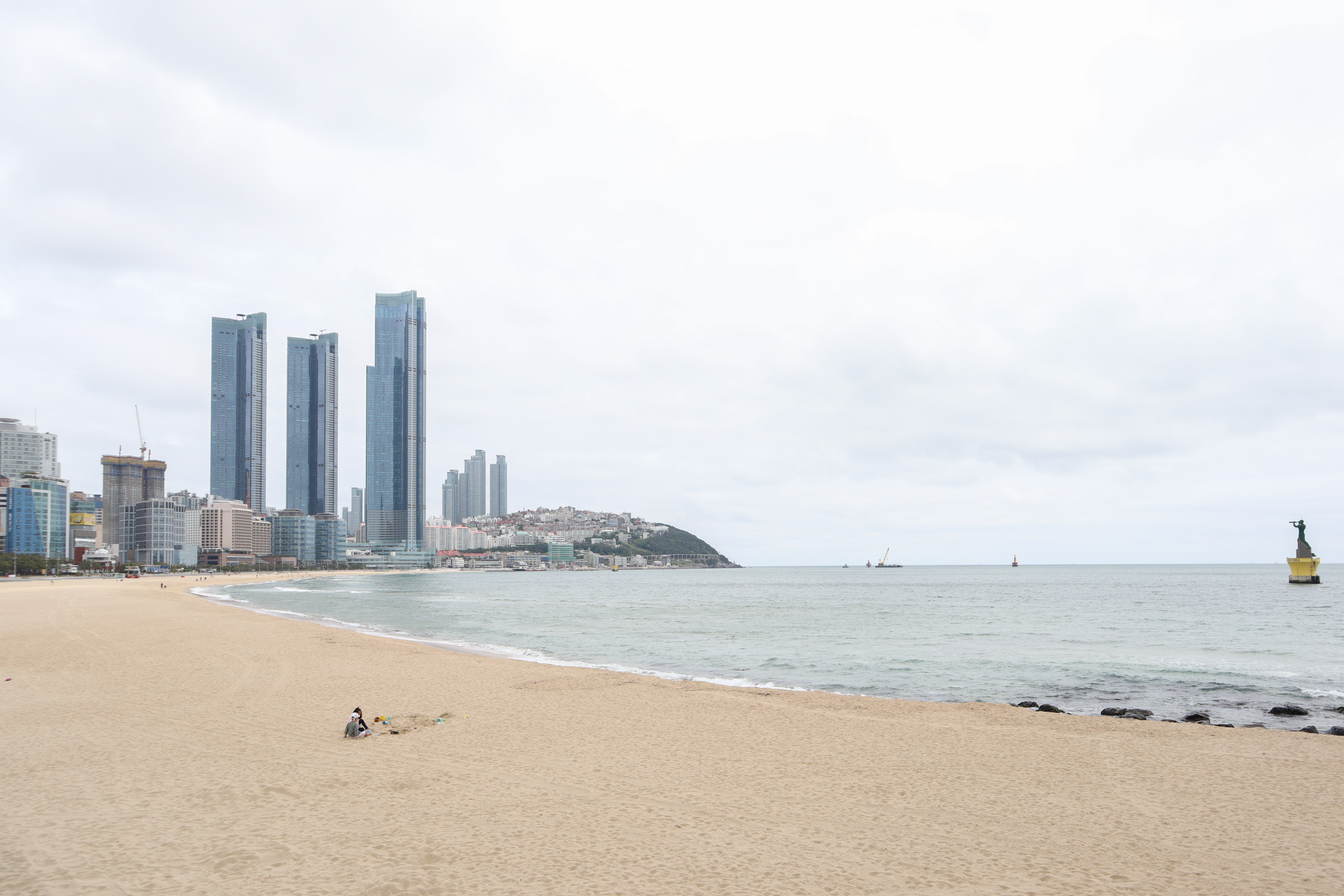
2020년 5월 22일
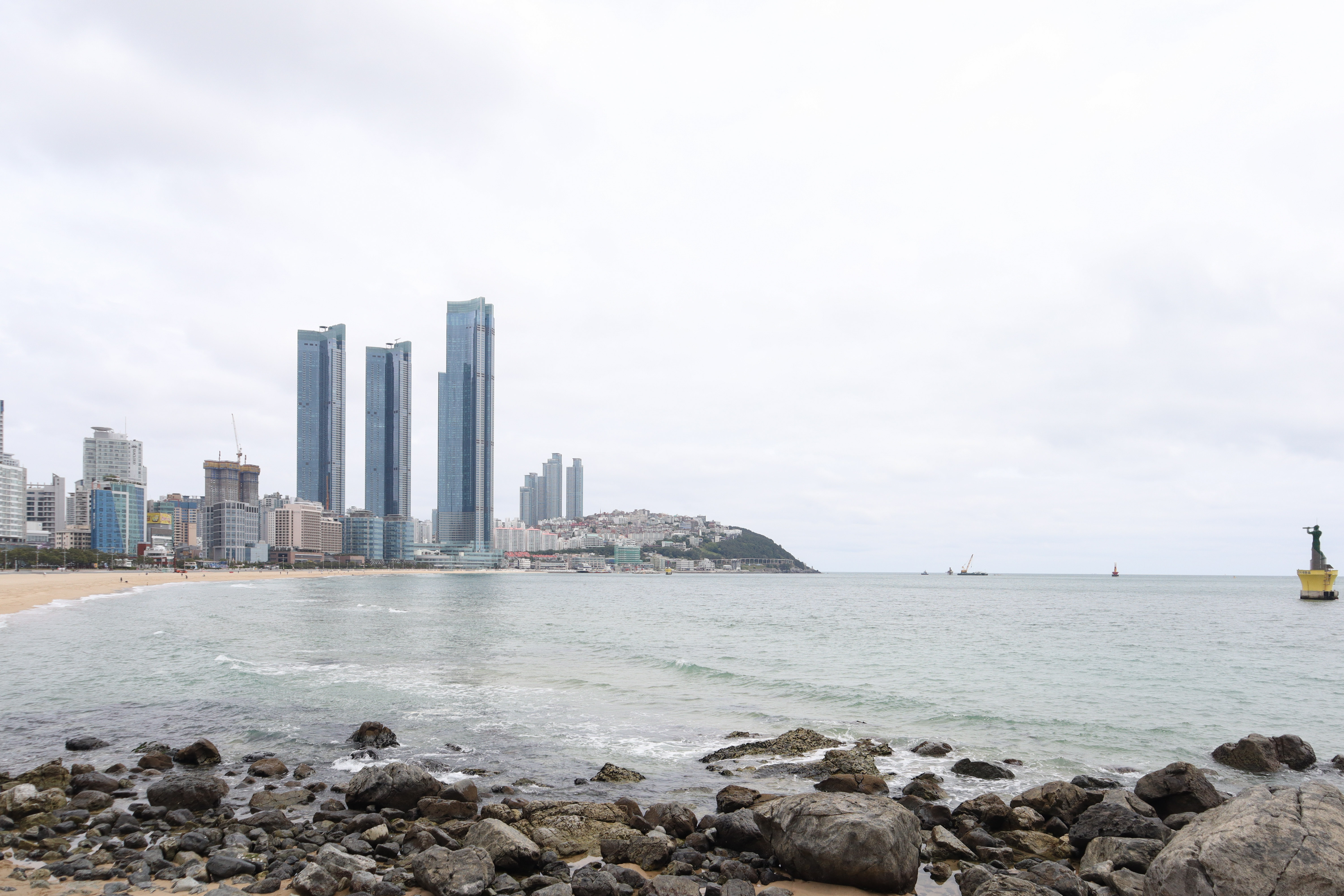
2020년 5월 22일
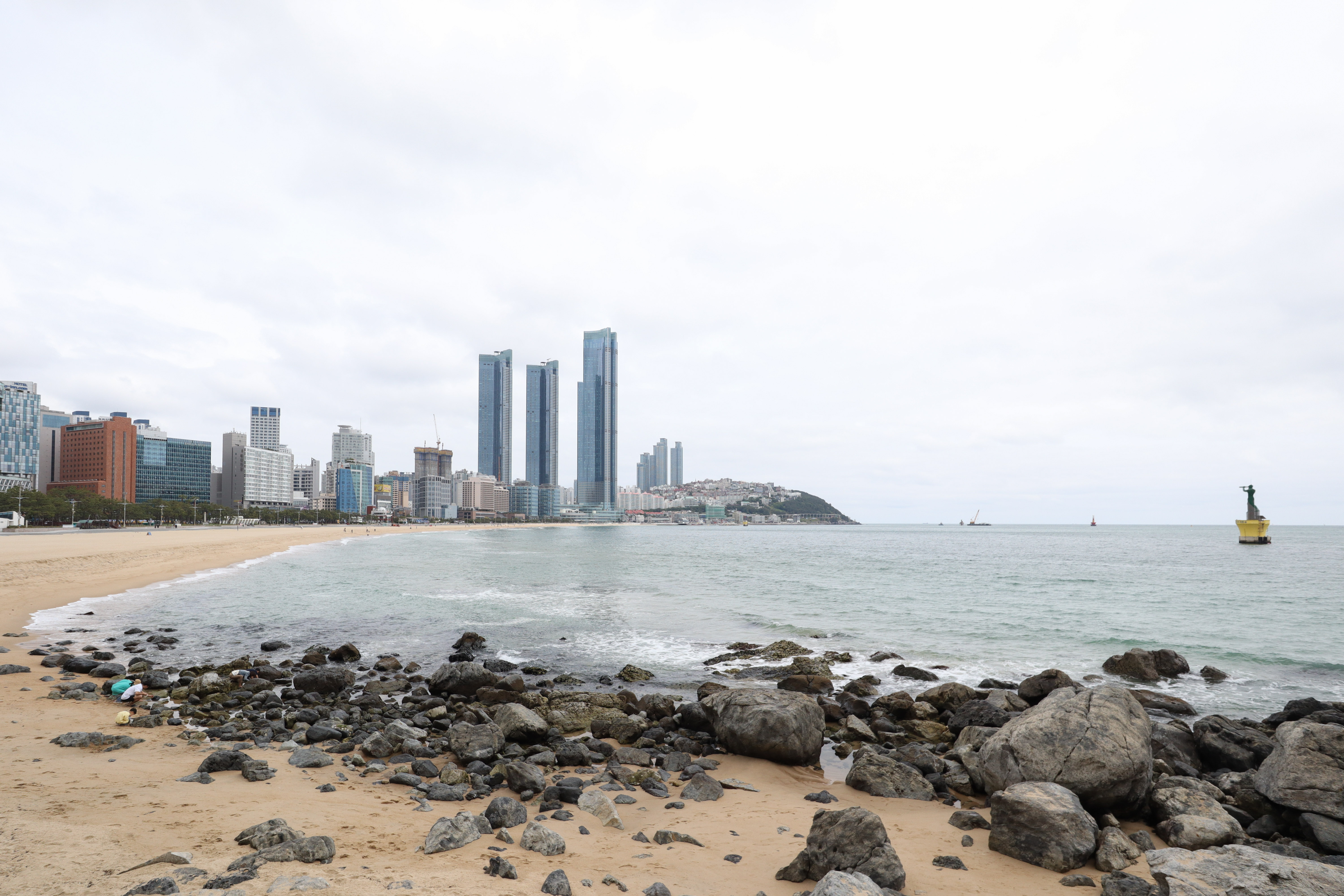
2020년 5월 22일
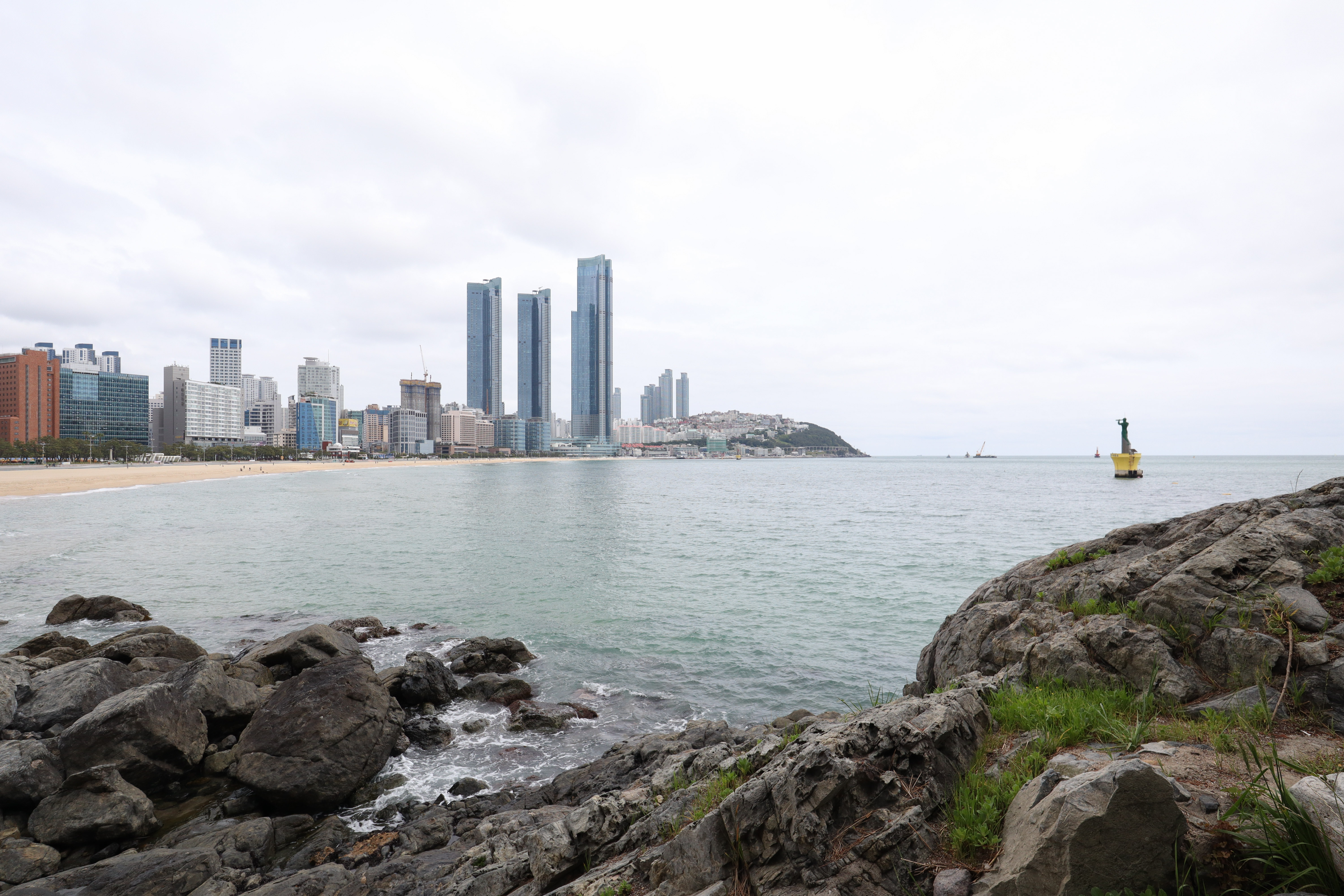
2020년 5월 22일
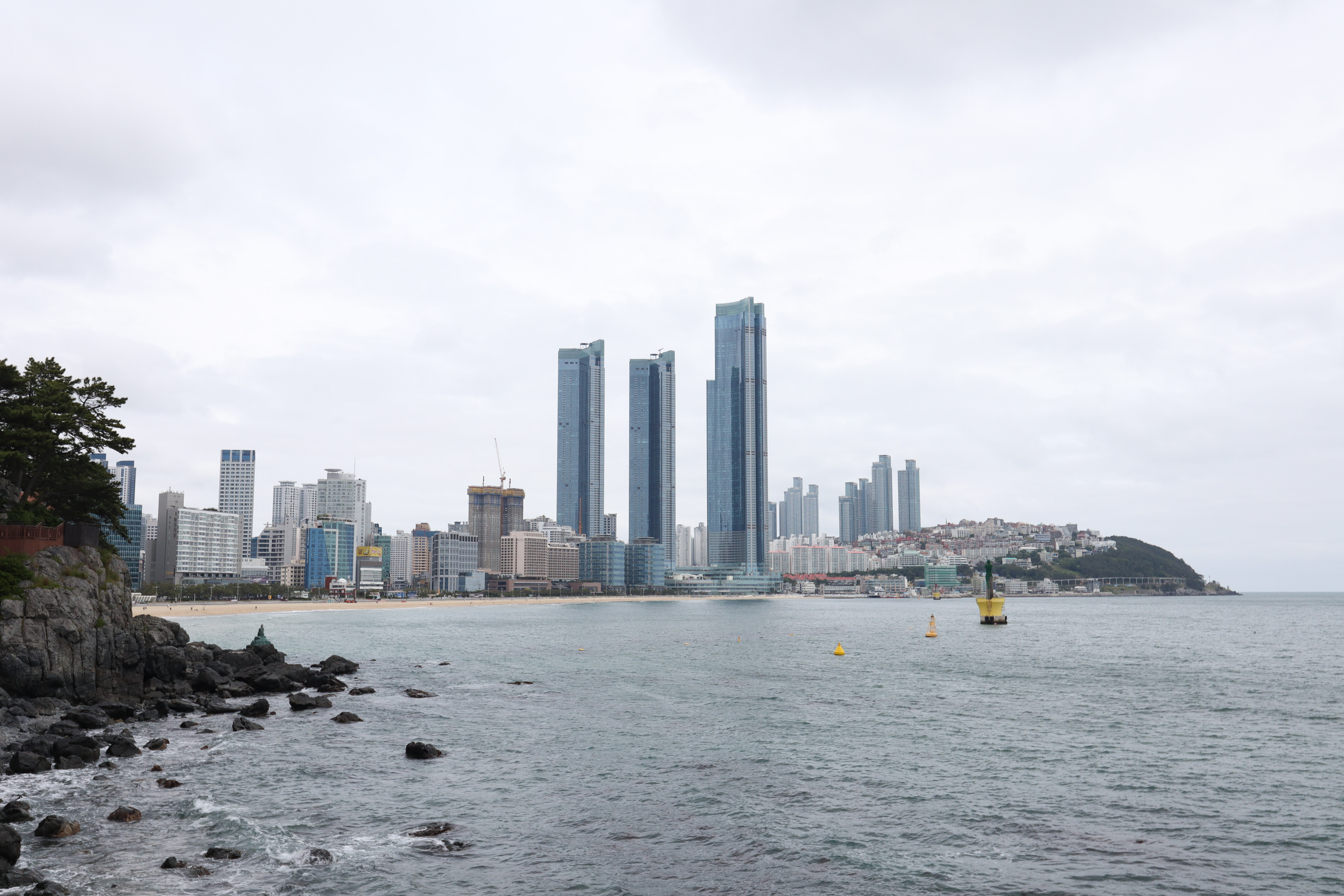
2020년 5월 22일
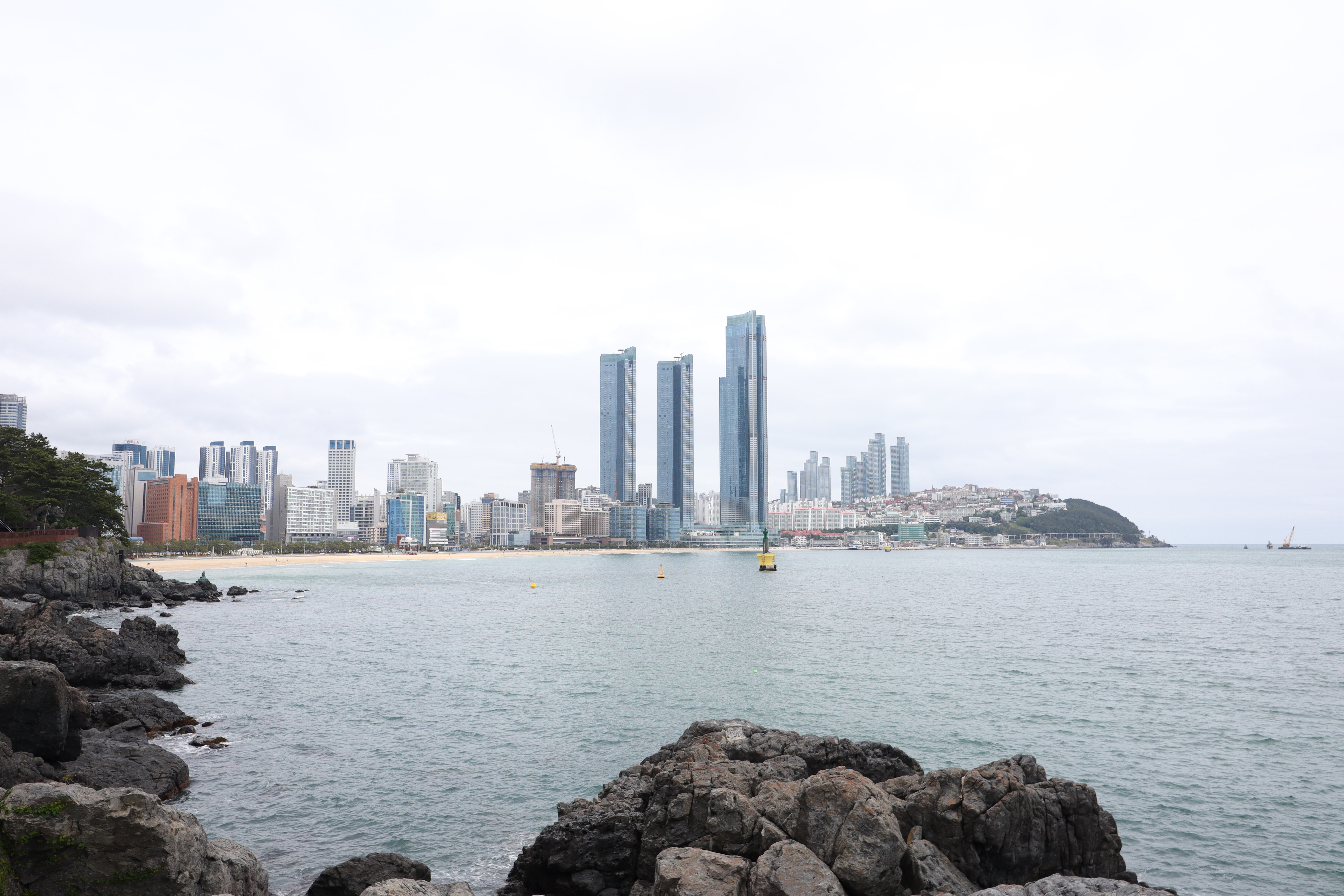
2020년 5월 22일
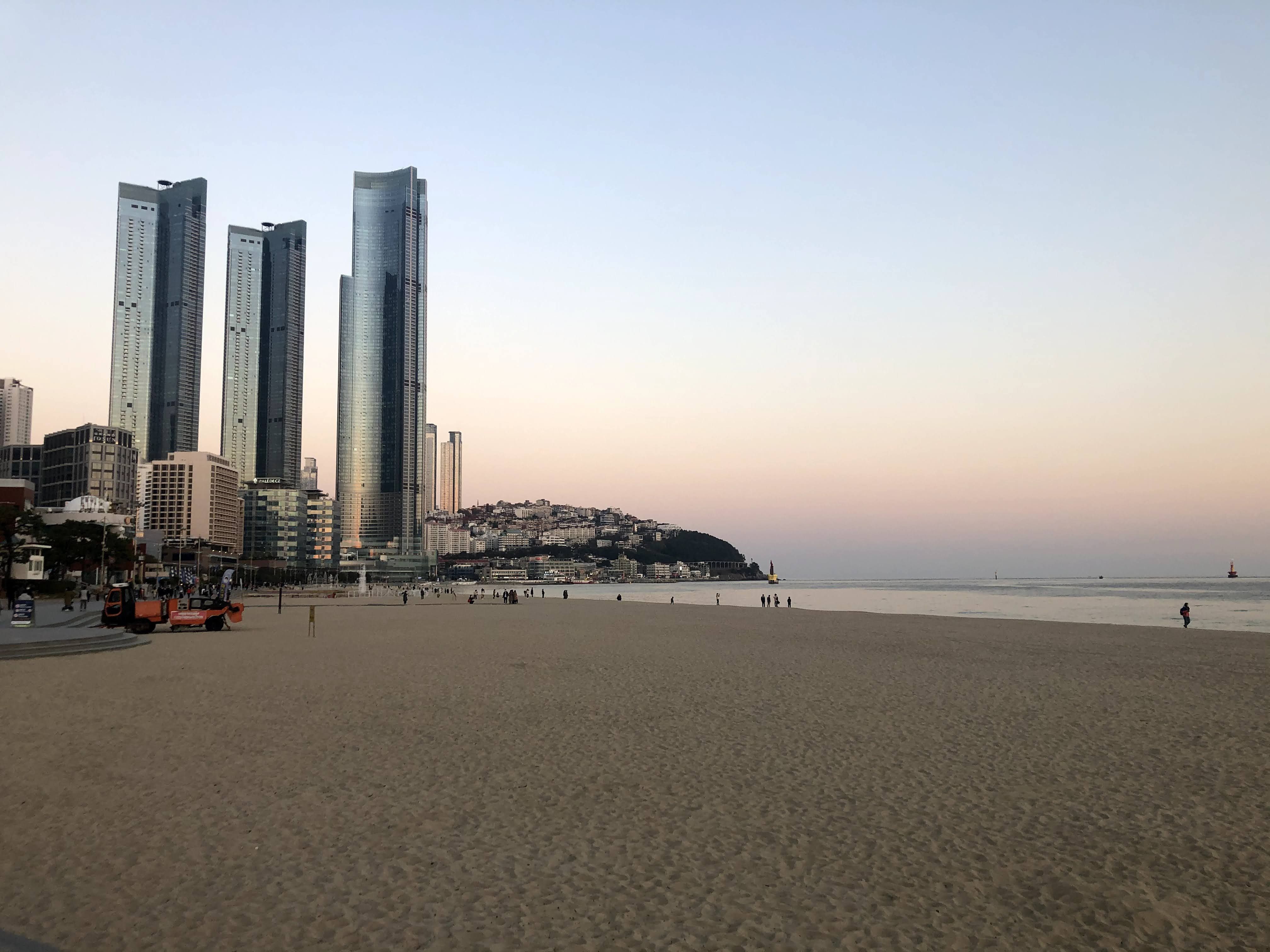
2021년 6월 12일
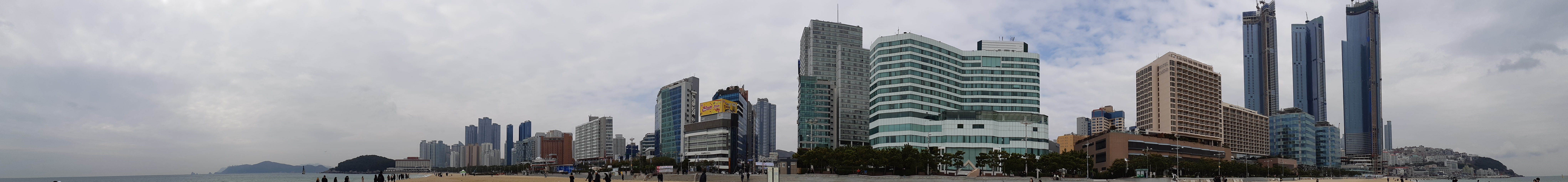
파노라마로 촬영한 사진(2019년 2월 15일)
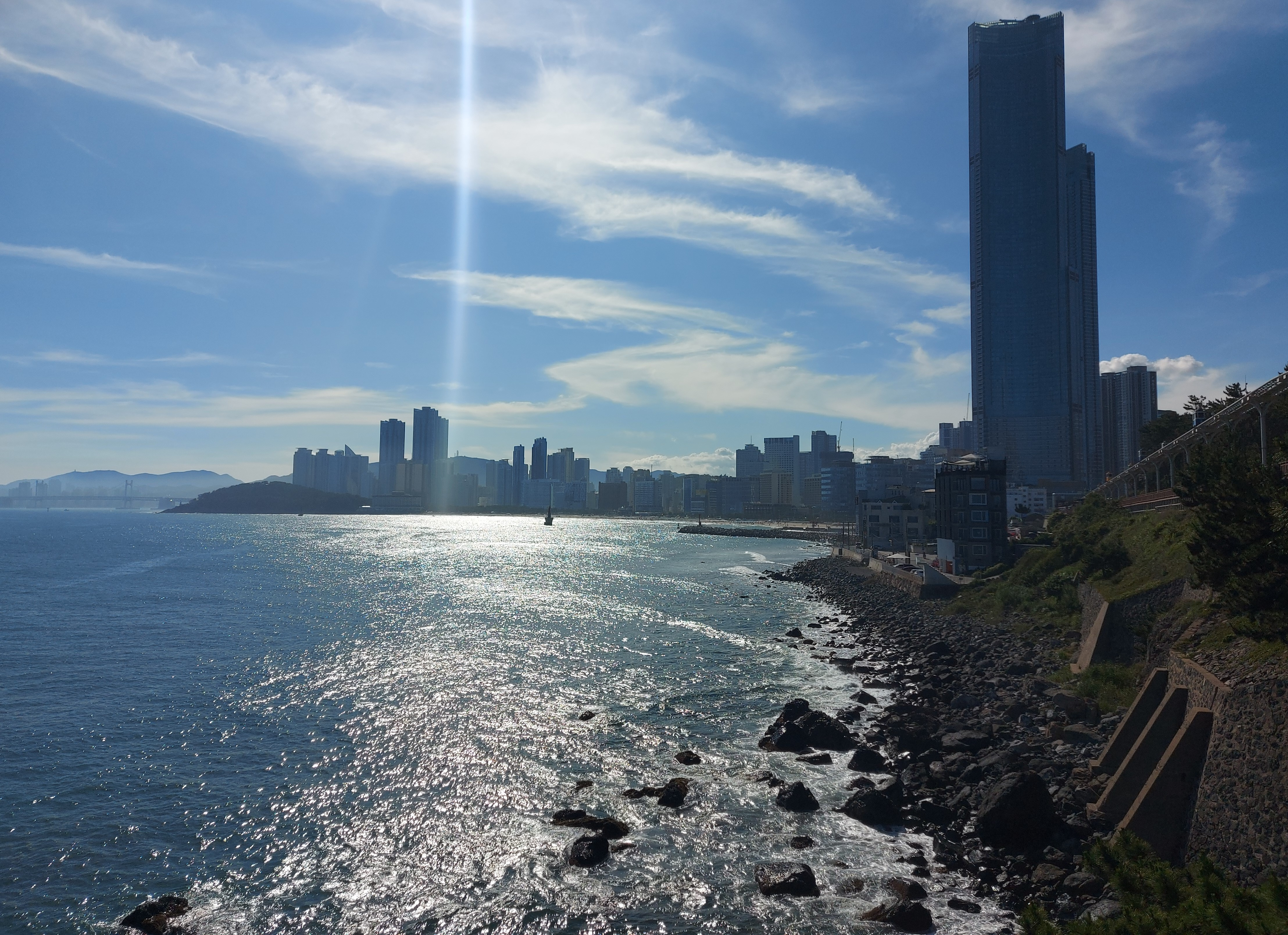
2022년 7월 4일

## 교통
- ● 부산 도시철도 2호선 - 중동역 (도보 10분)
- 올림픽교차로 환승센터 - 부산광역시의 시내버스 또는 부산 도시철도 2호선 환승 후 중동역 인근에서 하차
- ● KTX 부산역 - 15km
- 김해국제공항 - 30km

## 같이 보기

### 일반 주제
- 해운대 엘시티 더샵
- 엘시티
- 포스코건설

### 마천루 목록
- 마천루 목록
- 100층 이상의 마천루 목록
- 아시아의 마천루 목록
- 대한민국의 호텔 목록
- 대한민국의 마천루 목록
- 부산광역시의 마천루 목록